# Macroglossum tonganum
Macroglossum tonganum är en fjärilsart som beskrevs av Bruno Gehlen 1930. Macroglossum tonganum ingår i släktet Macroglossum och familjen svärmare. Inga underarter finns listade i Catalogue of Life.